# جان فیلیپ جامپر
جان فیلیپ جامپر (انگلیسی: John P. Jumper؛ زادهٔ ۴ فوریهٔ ۱۹۴۵) ژنرال بازنشسه نیروی هوایی ایالات متحده آمریکا است، که در فاصله سال‌های ۲۰۰۱ تا ۲۰۰۵ به‌عنوان هفدهمین رئیس ستاد نیروی هوایی فعالیت می‌کرد.
جامپر فعالیت نظامی را از سال ۱۹۶۶ در نیروی هوایی آمریکا آغاز کرد، از ۱۹۸۶ تا ۱۹۸۸ فرمانده بال ۳۳ جنگنده تاکتیکی بود، از ۱۹۸۸ تا ۱۹۹۰ فرماندهی بال ۵۷ جنگنده را برعهده داشت و از ۱۹۹۴ تا ۱۹۹۶ به‌عنوان فرمانده نیروی هوایی نهم فعالیت می‌کرد.
وی در فاصله سال‌های ۱۹۹۷ تا ۲۰۰۰ فرمانده نیروهای هوایی ایالات متحده آمریکا در اروپا و آفریقا بود و از ۲۰۰۰ تا ۲۰۰۱ فرماندهی نبرد هوایی را برعهده داشت. او در جنگ ویتنام و جنگ در افغانستان حضور داشت و در سال ۲۰۰۵ پس از ۳۹ سال خدمت، از نیروهای مسلح آمریکا بازنشسته شد. جامپر از ۲۰۱۲ تا ۲۰۱۴ مدیرعامل شرکت لیدوس بود.